# Busan
Busan (în coreeană 부산시, cunoscut și ca Pusan) este a doua metropolă ca mărime a Coreei de Sud dupǎ Seul, având o populație de 3,6 milioane de locuitori. De asemenea este cel mai mare oraș port al Coreei de Sud și al cincilea cel mai aglomerat port după tonajul de marfă din lume. Orașul este situat în partea sudică a peninsulei Coreea. Busan este divizat în 15 distrcte administrative și un singur ținut. De asemenea, este un centru pentru turnee sportive, aici a avut loc finala Campionatului Mondial de fotbal din 2002. 
Este și un centru pentru convenții internaționale în Republica Coreea, în 2005 a găzduit adunarea APEC. În decembrie 2014, a fost adăugat în UNESCO Creative Cities Network ca "City of Film".

## Personalități născute aici
- Kim Ji-yeon (n. 1988), scrimeră;
- Jimin (n. 1995), cântăreț K-pop;
- Jung Kook (n. 1997), cântăreț de muzică pop.